# Danh sách tạp chí ở Albania
Sau sự sụp đổ của chế độ cộng sản ở Albania vào năm 1991, số lượng các tạp chí đã tăng lên đáng kể. Đó là 71 vào năm 2001 dựa trên dữ liệu của Viện Truyền thông Albania ở Tirana. Năm sau đó là 70. Về tần suất, các tạp chí chủ yếu là hàng tuần, hàng tháng và hàng quý.
Sau đây là danh sách không đầy đủ các tạp chí hiện tại và không còn tồn tại được xuất bản ở Albania. Chúng có thể được xuất bản bằng tiếng Albania hoặc các ngôn ngữ khác.

## A
- AKS[3]
- Albania
- Albanian Journal of Natural and Technical Sciences
- Albanian Observer[4]
- Albania Today
- Aleph

## D
- Drita

## F
- Fiamuri Arbërit
- Fjala e Tokësorit

## G
- Gjuha Jonë

## H
- Hosteni
- Hylli i Dritës

## K
- Klan
- Kritika [5]
- Kultura Popullore

## L
- Les lettres albanaises [5]

## M
- Mapo
- Mehr Licht
- Monitor [6]

## O
- OK! Albania [7]

## P
- Përpjekja
- Përpjekja shqiptare

## S
- Spekter [6]
- Studia Albanica
- Studime Filologjike
- Studime Historike